# Good Girl (canción)
«Good Girl» es una canción country grabado por la cantante estadounidense Carrie Underwood. La canción fue escrita por Chris DeStefano, Ashley Gorley y por la misma Underwood. Fue lanzada bajo el sello de Arista Nashville como el primer sencillo del cuarto álbum de estudio de Underwood, Blown Away.
Underwood estrenó la canción en una actuación en vivo en el evento anual Country Radio Seminar (CRS) en Nashville el 23 de febrero de 2012. La canción fue enviada a las radios country justo después de su actuación. Estuvo disponible para descarga digital el 23 de febrero de 2012. "Good Girl" impactó oficialmente en las radios country el 27 de febrero de 2012, y fue lanzado oficialmente a la Hot AC radio el 23 de abril de 2012.

## Antecedentes
El 25 de enero de 2012, Underwood anunció en su página oficial que un nuevo sencillo sería lanzado en febrero. Ella coescribió la canción con Chris DeStefano y con Ashley Gorley. Gorley ha trabajado anteriormente con Underwood en sus sencillos "Don't Forget To Remember Me" y "All-American Girl".

## Contenido
"Good Girl" trata sobre Underwood que le está advirtiendo a una "chica buena" sobre su exnovio (de Underwood), diciendo que él no es bueno, y que ella está mejor sin él.
Te canción fue escrita en C menor, con un tempo de aproximadamente 126 beats por minuto. El rango vocal de Underwood llega desde G3 hasta F5.

## Recepción de la crítica
Desde su lanzamiento, "Good Girl" recibió la aclamación de la crítica. Roughsotck le dio 4 de 5 estrella a la canción y dijo que "esta la mejor canción untempo que Underwood ha lanzado a las radios country". Bill Lamb de About.com le dio a la canción 4 de 5 estrellas, diciendo que la canción es "un choque frenético de una guitarra eléctrica con una capacidad vocal que te deja atónito, y que con la letra, es el encaje perfecto". Bill Dukes de Taste Of Country le dio 4 estrellas y media, diciendo, "Underwood llegó a su punto máximo de confianza, la canción es una explosión de energía y puro talento que te seduce y te "obliga" a escucharla una y otra vez". Kevin John Coyne de Country Universe le dio 4 de 5 estrellas diciendo que es "una excelente canción".

## Video musical
El tráiler del video se estrenó en Entertainment Tonight el 12 de marzo de 2012. Más tarde esa noche, el video oficial fue lanzado en la página oficial de Underwood de VEVO. En el video, Underwood interpreta a una "chica buena" y a otra chica, donde la chica le dice a la "chica buena" que su novio no es bueno".
El video musical de "Good Girl" ganó la categoría Video del año en los CMT Music Awards el 2012.

## Rendimiento comercial
"Good Girl" estuvo disponible el 23 de febrero de 2012 a las 10pm para su descarga desde iTunes. "Good Girl" vendió más de 108 000 descargas digitales en sus primeros 3 días desde su lanzamiento, convirtiendo a Underwood en la artista que vendió más rápido un sencillo. Hasta el primero de agosto, "Good Girl" ha vendido más de 1,251,000 copias. El 15 de mayo de 2012, "Good Girl" fue certificado Oro en Canadá, con más de 40 000 copias digitales vendidas en dicho país.

## Lista de canciones
Descarga Digital
1. "Good Girl" - 3:25

## Premios y nominaciones

### CMT Awards
| Año  | Canción     | Premio               | Resultado |
| ---- | ----------- | -------------------- | --------- |
| 2012 | "Good Girl" | Video del año        | Ganó      |
| 2012 | "Good Girl" | Mejor video Femenino | Nominada  |

## Posicionamiento en listas
| Listas (2012)                      | Mejor posición |
| ---------------------------------- | -------------- |
| Canadá (Canadian Hot 100)          | 21             |
| Estados Unidos (Billboard Hot 100) | 18             |
| Estados Unidos (Hot Country Songs) | 1              |
| Estados Unidos (Adult Top 40)      | 20             |